# 1276
Évszázadok: 12. század – 13. század – 14. század
Évtizedek: 1220-as évek – 1230-as évek – 1240-es évek – 1250-es évek – 1260-as évek – 1270-es évek – 1280-as évek – 1290-es évek – 1300-as évek – 1310-es évek – 1320-as évek
Évek: 1271 – 1272 – 1273 – 1274 –  1275 – 1276 – 1277 – 1278 – 1279 – 1280 – 1281

## Események

### Határozott dátumú események
- január 21. – V. Ince pápa megválasztása; (Június 22-én meghal.[1]
- március 9. – Augsburg szabad birodalmi város lesz.
- július 11. – V. Adorján pápa követi V. Incét a pápai trónon, augusztus 18-án meghal.[2]
- július 27. – III. Péter követi I. Jakabot az aragon trónon.
- szeptember 8. – XXI. János pápa megválasztása.[3]

### Határozatlan dátumú események
- június – I. Rudolf német király háborút indít II. Ottokár cseh király ellen. Egészen Bécsig nyomul előre.
- november vége – Ottokár szorongatott helyzetében békét kér I. Rudolftól. Ebben lemond az összes, korábban általa meghódított területről.[4]
- az év folyamán – 
  - Pápai megbízottak tanúvallomásokaz vesznek fel Magyarországin IV. Béla lányának, Margitnak a szentté avatása ügyében.[5]
  - Monoszló nembeli Péter erdélyi püspök a káptalan birtokán hozzákezd Szentmihálykő várának felépítéséhez.[6]
  - Dragutin István követi apját, I. István Urošt a szerb trónon.
  - A perugiai egyetem alapítása.

## Születések
- szeptember 29. – II. Kristóf, dán király († 1332)

Bizonytalan dátum
- III. Vahtang, grúz király († 1308)
- Humphrey de Bohun, Hereford grófja, a walesi határvidékről származó normann nemes († 1322)
- Jìnzōng, kínai császár a Jüan dinasztia korából († 1328)
- I. Lajos évreux-i gróf, III. (Merész) Fülöp francia király és második felesége, Brabanti Mária elsőszülött gyermeke, a későbbi IV. (Szép) Fülöp és Valois Károly féltestvére († 1319)

## Halálozások
- január 10. – X. Gergely pápa (* 1210)[7]
- június 22. – V. Ince pápa[8]
- július 27. – I. Jakab aragóniai király (* 1208)
- augusztus 18. – V. Adorján pápa